# Metoxifenamina
A metoxifenamina (nomes comerciais: ASMI, Euspirol, entre outros), também conhecida como 2-metoxi-N-metilanfetamina (OMMA), é um agonista beta adrenérgico da classe das anfetaminas usado como broncodilatador.
Em ratos, a metoxifenamina possui propriedades anti-inflamatórias.

## Química
A metoxifenamina foi sintetizada pela primeira vez por Woodruff e colegas, na empresa farmacêutica Upjohn. Uma síntese posterior elaborada por Heinzelman, da mesma empresa, corrigiu o ponto de fusão do cloridrato de metoxifenamina e aprimorou o procedimento de síntese da droga, bem como trouxe mais detalhes sobre a metoxifenamina em forma racémica.